# Depken
Depken (Döpken, Döpke), var en svensk affärsmanssläkt, troligen härstammande från Tyskland.
Den förste omtalade medlemmen i släkten var Simon Depken den äldre. Tillsammans med sönerna Simon Depken den yngre och Claes Depken kom att skapa ett av det samtida Sveriges rikaste handelshus. Claes Depkens son Claes Depken (1627–1702) kom att adlas Anckarström.

## Medlemmar
- Simon Depken d.ä. (ca 1565–1620)
  - Simon Depken d.y. (1586–1625)
  - Claes Depken d.ä. (död 1634)
    - Christoffer Depken (död 1682)
      - Clas Christoffersson Depken (död 1675)
      - Peter Depken (1667–1713)
        - Christoffer Depken (1690–1740)
        - Nils Depken, handlande i Gävle
        - Claes Depken (död 1719), karolin

    - Claes Depken d.y. (1627–1702), adlad Anckarström
    - Simon Classon Depken (död 1657)
    - Johan Depken i Nor
    - Gerdt Depken

  - Henrik Simonsson Depken (född 1590)
    - Clas Henriksson Depken (död 1695)
    - Simon Henriksson Depken